# Hyperolius hutsebauti
Hyperolius hutsebauti là một loài ếch thuộc họ Hyperoliidae.
Đây là loài đặc hữu của Cộng hòa Dân chủ Congo.
Môi trường sống tự nhiên của chúng là vùng cây bụi ẩm khu vực nhiệt đới hoặc cận nhiệt đới, đầm nước, hồ nước ngọt, hồ nước ngọt có nước theo mùa, đầm nước ngọt, đầm nước ngọt có nước theo mùa, vườn nông thôn, rừng trước đây suy thoái nghiêm trọng, khu vực trữ nước, ao, và kênh đào và mương rãnh.